# Politico
Politico, раније познат као The Politico, је дигитално новинско предузеће које се усредсређује на политику. Године 2007. основао га је амерички банкар и медијски директор Роберт Аллбриттон, а 2021. га је купио Axel Springer SE. Покрива политику у САД и на међународном нивоу, са публикацијама посвећеним политици у САД, Европској унији, Уједињеном Краљевству и Канади, између осталих. Пре свега пружа дистрибуиране вести, анализе и мишљења на мрежи, док такође производи штампане новине, радио и подкасте. Усредсређује се на теме као што су рад савезне владе, лобирање и медији.
Axel Springer је претходно купио Insider. Идеолошки, извештавање које пружа Politico је описано као центристичко о америчкој политици и атлантистичко о међународној политици.